# Uzłowaja

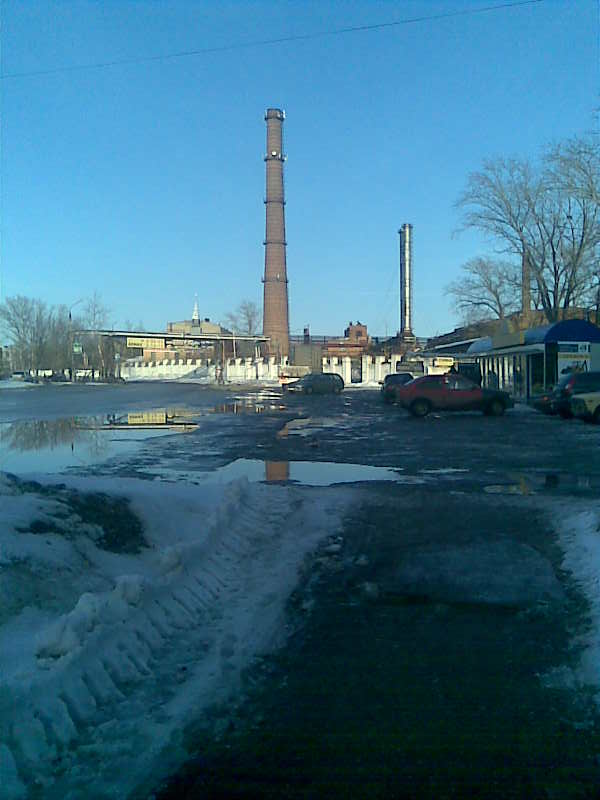
Miejscowa fabryka

Uzłowaja, Uzłowa (ros. Узловая) – miasto w Rosji, w Obwodzie tulskim, w Podmoskiewskim Zagłębiu Węglowym.
Prawa miejskie posiada od 1938 roku.
W mieście rozwinął się przemysł maszynowy, chemiczny oraz spożywczy.